# Chloroclystis rufogrisea
Pasiphilodes rufogrisea là một loài bướm đêm trong họ Geometridae.